# Spring (Texas)
Spring is een plaats (census-designated place) in de Amerikaanse staat Texas, en valt bestuurlijk gezien onder Harris County. Spring heeft grotendeels het karakter van een verzameling buitenwijken, maar omvat ook een oude stadskern, Old Town Spring.

## Demografie
Bij de volkstelling in 2000 werd het aantal inwoners vastgesteld op 36.385.

## Geografie
Volgens het United States Census Bureau beslaat de plaats een oppervlakte van
62,1 km², waarvan 62,0 km² land en 0,1 km² water. Spring ligt op ongeveer 37 m boven zeeniveau.

## Plaatsen in de nabije omgeving
De onderstaande figuur toont nabijgelegen plaatsen in een straal van 16 km rond Spring.

## Geboren
- Chad Hedrick (17 april 1977), schaatser, skeelerer en ijshockeyer
- Matthew Bomer (11 oktober 1977), acteur